# Isidro González Velázquez
Isidro González Velázquez (Madrid 15 de mayo de 1765-Madrid, 9 de diciembre de 1840) fue un arquitecto español de los siglo XVIII-XIX. Hijo segundo del pintor Antonio González Velázquez, y, de acuerdo con las inclinaciones de la copiosa dinastía artística a que pertenecía, ingresó en 1778 en los estudios de arquitectura de la Academia de San Fernando, siendo discípulo de Juan de Villanueva.

## Biografía

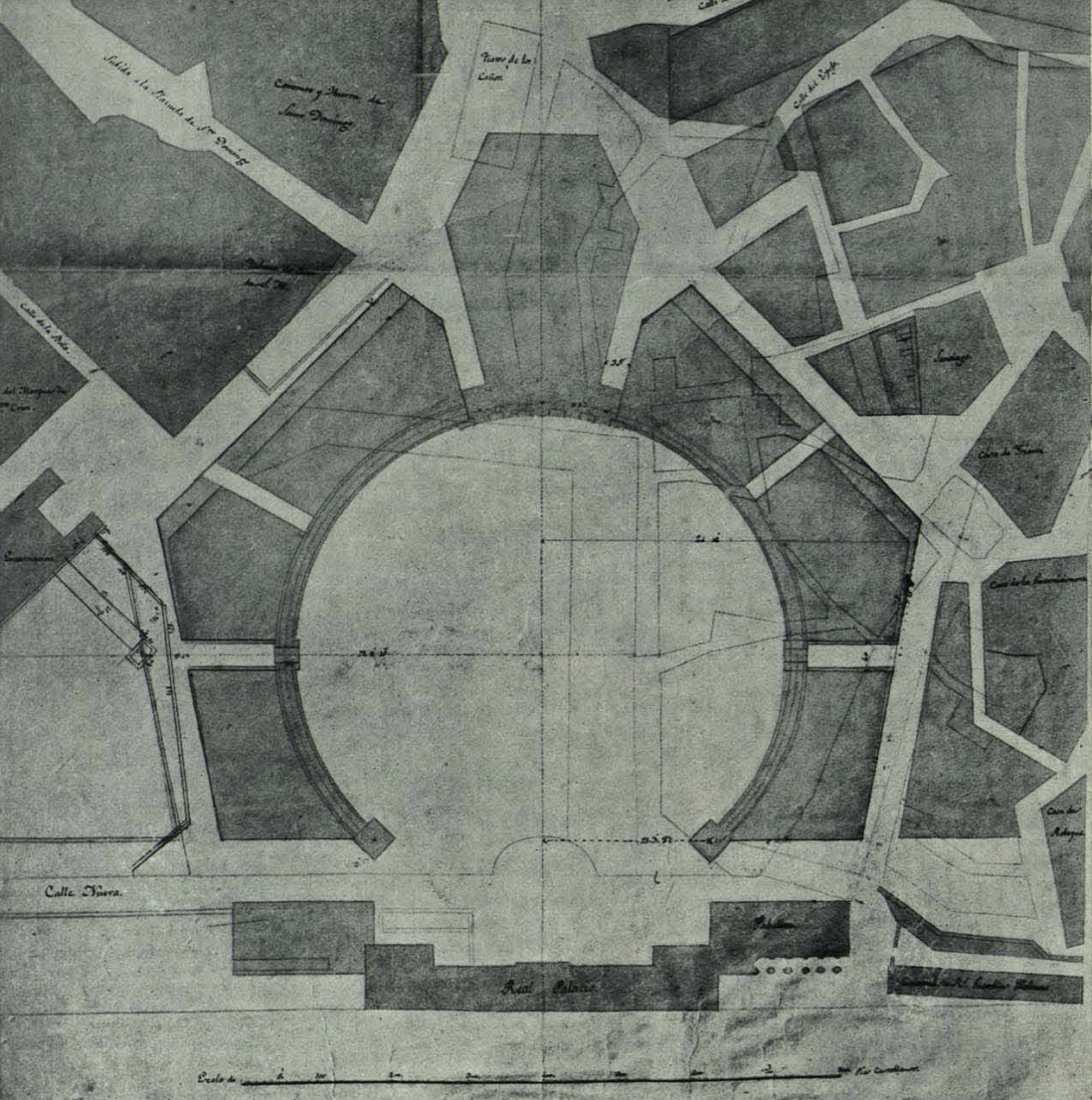
La Plaza de Oriente y el Teatro Real, según el proyecto de 1817

Acabada su formación española, en 1790 es pensionado extraordinario de Carlos IV y viaja por Francia, por toda Italia e incluso por Grecia, estudiando y midiendo monumentos y objetos de la Antigüedad clásica. Regresa a España en 1795.
En 1799 es académico de San Fernando y consta como «Teniente de arquitecto mayor de los reales palacios y casas de campo del Rey». Se ignora hasta qué extremo, y en razón de dicho cargo, sea autor de la Real Casa del Labrador (ca. 1803), de Aranjuez. Si no lo fuera de toda la estructura, sí lo sería de la fachada, con dos cuerpos laterales salientes, todo ello articulado con suma gracia, con la mejor discreción ornamental y con un rico sentido del color. También intervino en el proyecto del Real Canal del Manzanares.
Tras la guerra de la Independencia, las obras del gran arquitecto casi no pasan de proyectos. Fue él, renovando la vieja idea de José Bonaparte y de Silvestre Pérez, el autor que preveía una felicísima ordenación de la Plaza de Oriente, a modo de una majestuosa semiexedra, su radio principal el comprendido entre la mole del Palacio Real y el Teatro de los Caños del Peral. Si ello no pasó del plan -y, congruentemente se lamentaba González Velázquez de no ser requerido sino para obras menores (el puente entre Palacio y la Casa de Campo, un cuartel en El Pardo, etc.)- sí fue realidad su notable monumento a las víctimas del Dos de Mayo, en el Campo de la Lealtad, decretado en 1822 y no concluso hasta 1840. Es un obelisco muy bien diseñado, con tres cuerpos, el inferior con urnas sepulcrales.

## Obras principales
- 1808: Real Casa del Labrador en Aranjuez junto con Juan de Villanueva.[3]
- 1815: Puente del Rey.[4]
- 1816: Proyecto para la Plaza de Oriente.[5]
- 1817: Jardín "Reservado" en el Parque del Buen Retiro.[6]
- 1818: Fachada oeste del Teatro Real.[7]
- 1818: Finalización del Real Canal del Manzanares.[8]
- 1818: Catafalco para las exequias de María Isabel de Braganza en San Francisco el Grande.[9]
- 1820: Reforma del Palacio del Senado.[10]
- 1822: Monumento del Dos de Mayo.[11]
- 1828: Reforma y teatro de corte en el Palacio Real de El Pardo.[12]
- 1829: Catafalco para las exequias de María Josefa Amalia de Sajonia en San Francisco el Grande.[9]
- 1830: Niños con jarrón de Cibeles.[13]
- 1831: Real Colegio de Medicina y Cirugía de San Carlos.[14]

## Galería

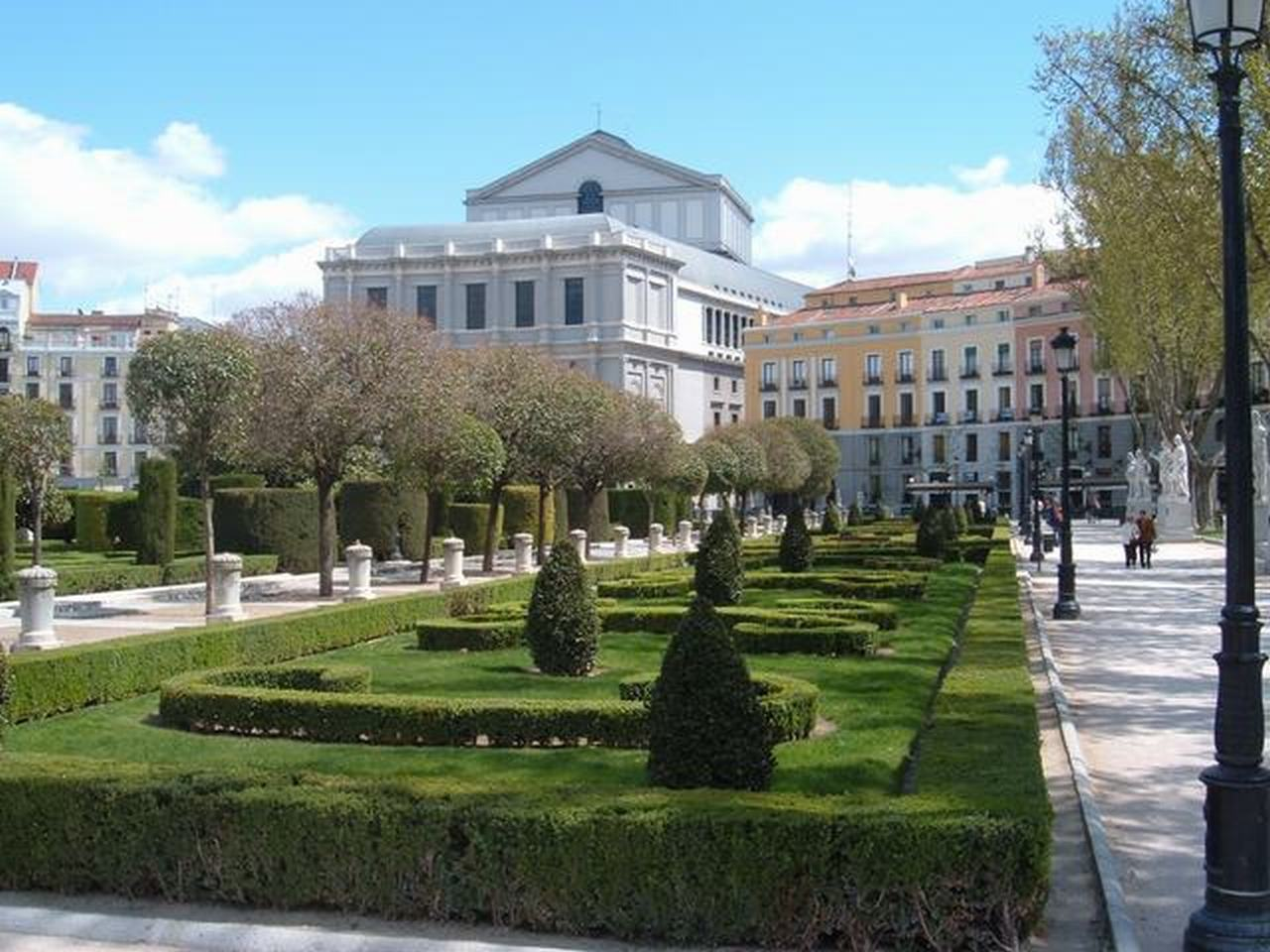
Plaza de Oriente y el Teatro Real
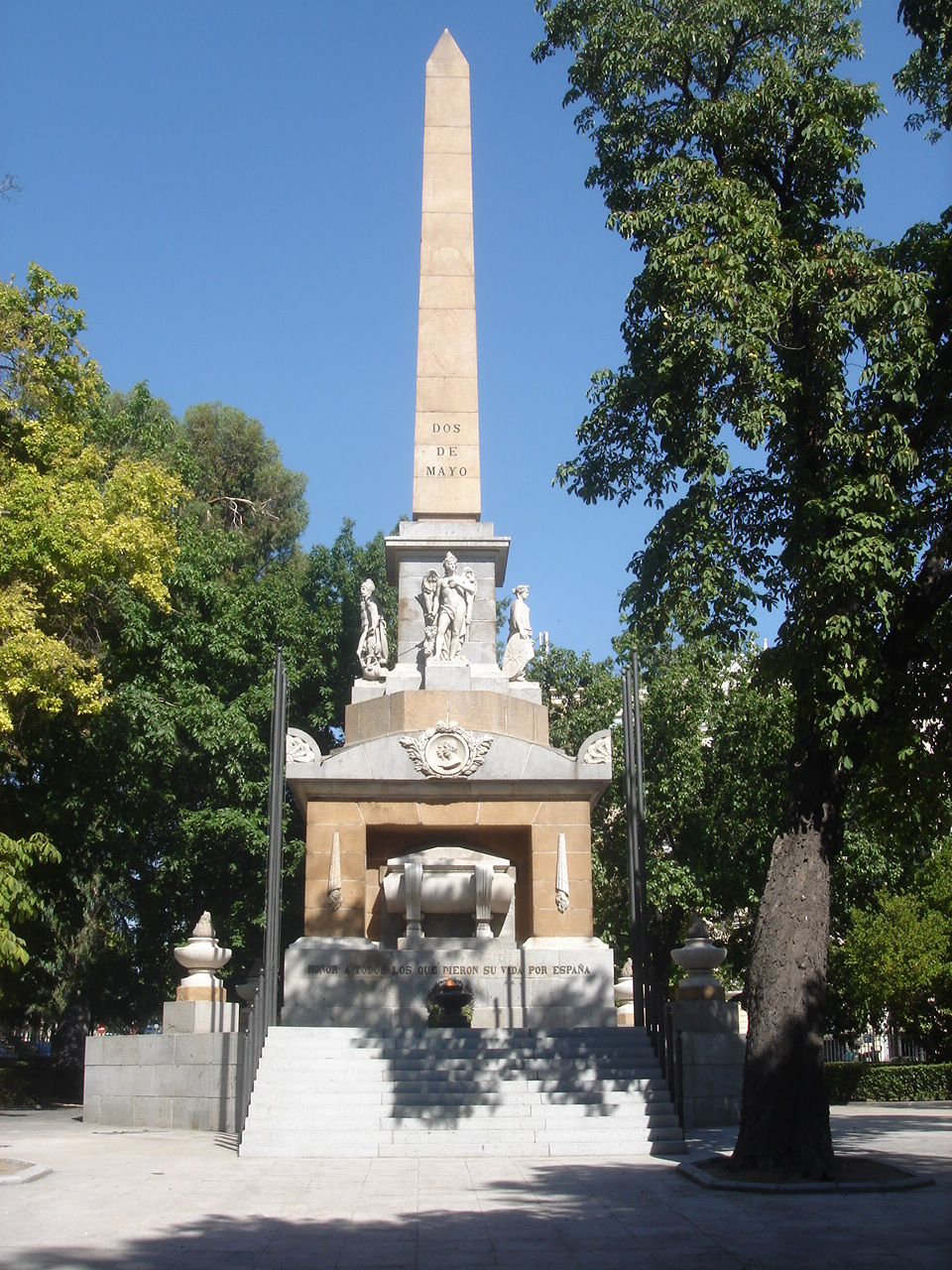
Monumento a las víctimas del 2 de mayo
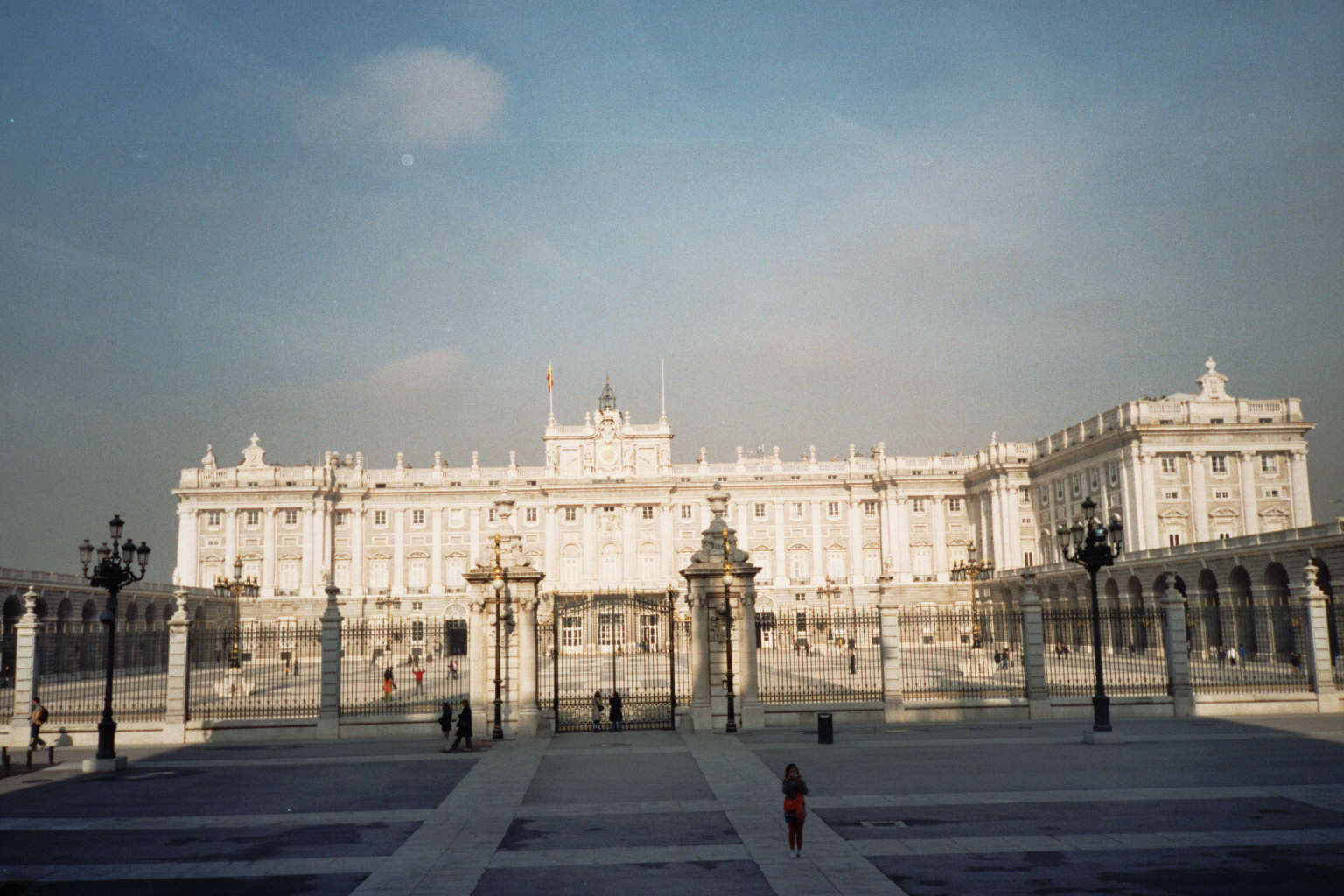
Plaza de la Armería y fachada sur del Palacio Real
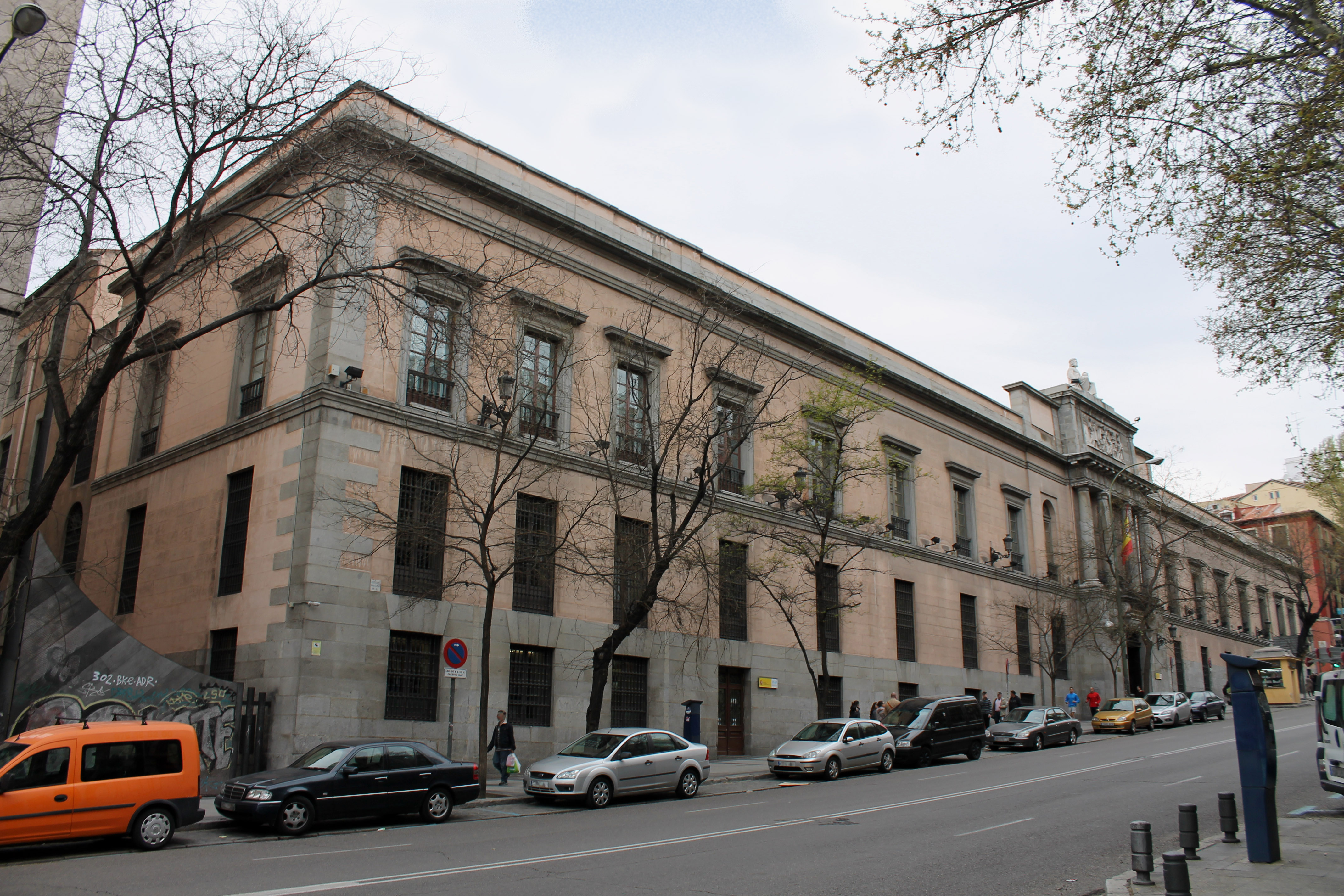
Real Colegio de Medicina y Cirugía de San Carlos
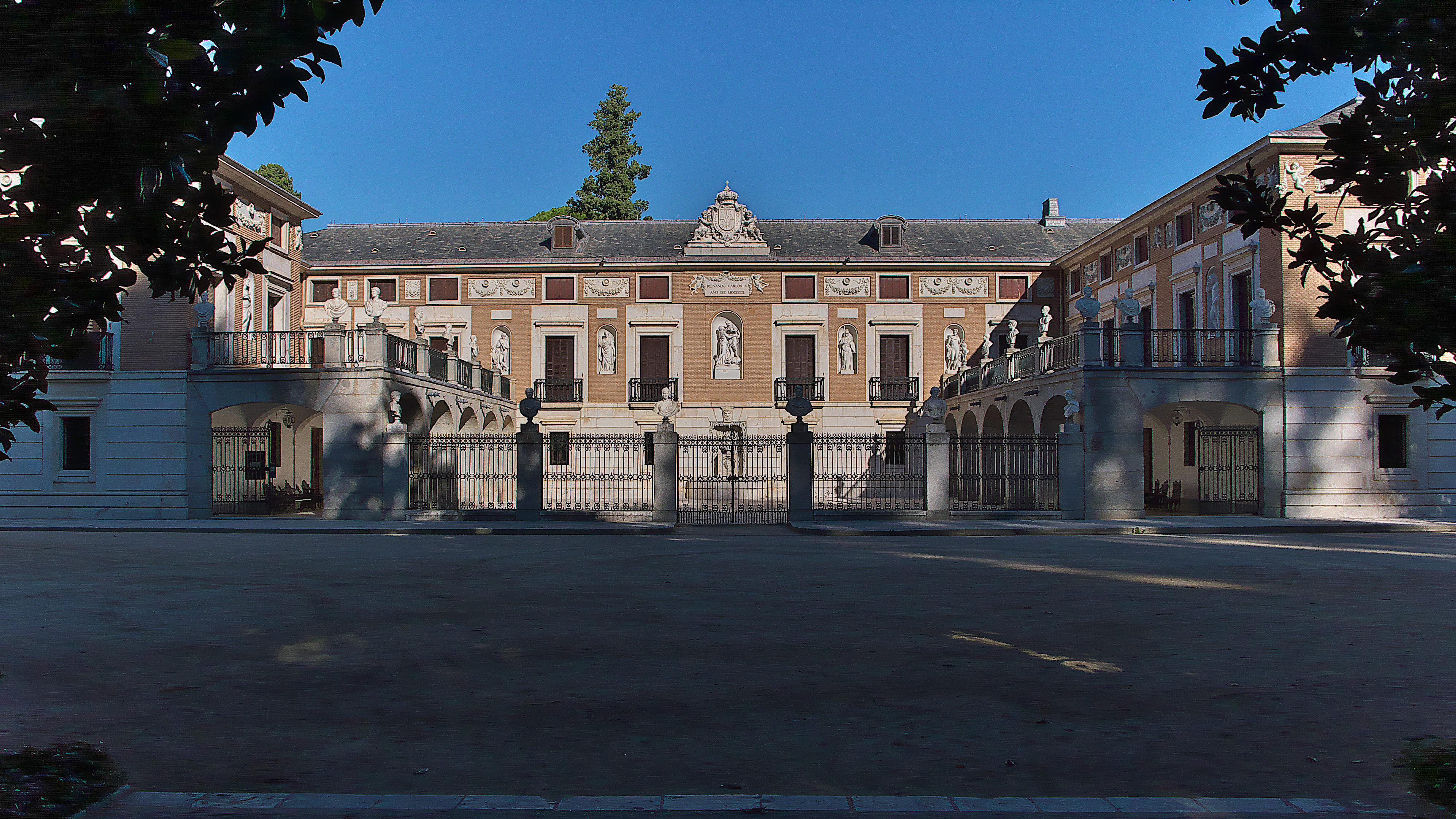
Real Casa del Labrador, Aranjuez

## Órdenes
- Caballero de la Orden de Carlos III.[15]
- 1833 - Caballero de la Orden Española y Americana de Isabel la Católica.[15]